# ペア対抗クイズ合戦
『ペア対抗クイズ合戦』（ペアたいこうクイズがっせん）は、1979年4月1日から1980年3月30日までTBS系列局で放送されていたTBS製作のクイズ番組である。放送時間は毎週日曜 14:30 - 15:00 （日本標準時）。

## 概要
一般参加者たちがペアを組んで出場していた視聴者参加型番組。前週までのチャンピオン組が5組勝ち抜きを目指し、各週の挑戦者組とクイズ対決をするという構図で行われていた。チャンピオン組と挑戦者組は互いに5つあるヒントを消していきながら、隠されたキーワードを残りのヒントをもとにして答えていた。
番組は1979年3月21日（水曜・祝日） 14:00 - 15:30 に直前スペシャルを放送した後、同年4月1日にレギュラー放送を開始した。

## 出演者

### 前期司会
- 佐々木功（メイン）
- 岡崎友紀（メイン）
- 星セント・ルイス（サブ）

### 後期司会
- 小島一慶（当時TBSアナウンサー、メイン）
- 岡崎友紀（サブ）
- 宮尾すすむ（サブ）

### 出題ナレーター
- 井上瑤

| TBS系列 日曜14:30枠                                                          | TBS系列 日曜14:30枠                                 | TBS系列 日曜14:30枠                            |
| 前番組                                                                       | 番組名                                              | 次番組                                         |
| ---------------------------------------------------------------------------- | --------------------------------------------------- | ---------------------------------------------- |
| 家族対抗クイズ合戦 （1978年4月2日 - 1979年3月25日） ※月曜19:00枠へ移動・改題 | ペア対抗クイズ合戦 （1979年4月1日 - 1980年3月30日） | スター爆笑座 （1980年4月13日 - 1981年3月29日） |